# Straight Mickey and the Boyz
Straight Mickey and the Boyz (транскр. Стрејт Мики енд д бојз) су српска музичка група из Београда.  Најчешће се сврставају у алтернативни рок.

## Историја
Групу Straight Mickey and the Boyz су 2009. године основали Миодраг Цицовић (гитара, вокал), Бошко Мијушковић (бас-гитара, вокал) и Данило Луковић (бубањ, вокал).
Мијушковић и Луковић су такође чланови групе Шкртице, а Цицовић је компоновао музику за филм Краљ Петар Први.

## Чланови

### Садашњи
- Миодраг Цицовић — гитара, вокал
- Бошко Мијушковић [а] — бас-гитара, вокал
- Данило Луковић [б] — бубањ, вокал

## Дискографија

### Албуми
- (2015)
- Човек који има обавезе (2019)